# 四大景
四大景，古琴曲，又名杏花天。此曲雖名為四大景，但現存曲譜中都只有「春景」一段。其音樂取材自蘇州小調。王震亞認為本曲應該是由兩首民歌演變而成。

## 版本
- 《張鞠田琴譜》
- 《琴學叢書》，黃勉之傳譜
- 王仲皋傳譜，又名杏花天[2]